# Shuto Kammera
Shuto Kammera (上米良 柊人 Kammera Shuto?), född 2 juli 1996 i Kanagawa prefektur, är en japansk fotbollsspelare.
Kammera började sin karriär 2019 i SC Sagamihara.